# Dakota Building
El Dakota Building (The Dakota), és un immoble de Nova York construït entre el 25 d'octubre de 1880 i el 27 d'octubre 1884. Se situa a la cantonada nord-oest del carrer 72è i de Central Park West a Manhattan. Va ser dissenyat per l'arquitecte Henry Janeway Hardenbergh, que va realitzar igualment el Plaza Hotel, per al compte d'Edward Clark, directiu de Singer Corporation.
És conegut per haver estat la residència de John Lennon i l'indret on va ser assassinat. També és conegut perquè hi han viscut altres cantants, actors, escriptors i artistes, entre altres persones cèlebres, com ara Lauren Bacall, Leonard Bernstein, Judy Garland, Boris Karloff i Rudolf Nuréiev. Va ser la imatge on es van filmar escenes de la pel·lícula La llavor del diable del director Roman Polanski.

## Descripció

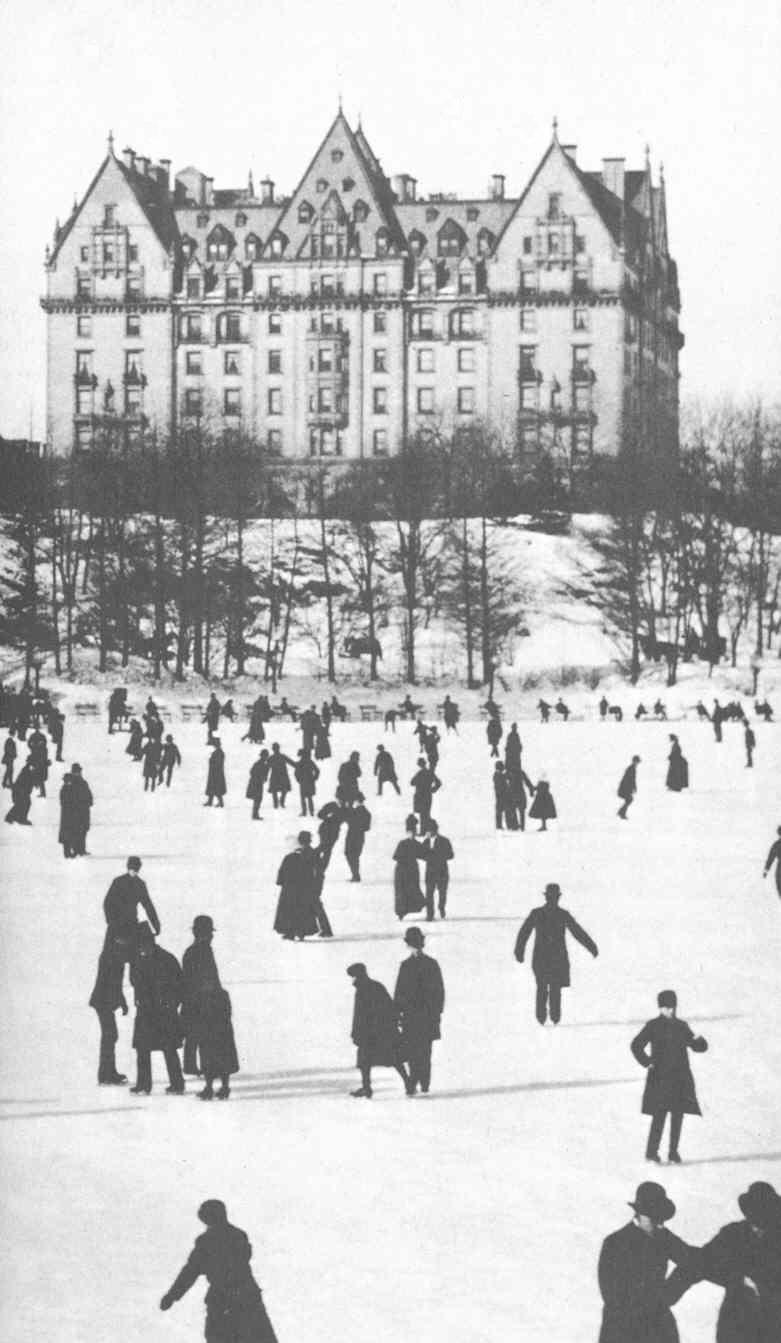
El Dakota vers 1880

El Dakota està construït al voltant d'un pati accessible per una porta en arc, força ampla per deixar passar els cotxes de cavalls. L'agençament dels pisos és similar a l'estil francès durant aquest període, amb habitacions accessibles en filera però igualment des d'un hall o un corredor. Aquest agençament permet igualment a les persones circular amb discreció. Les habitacions principals donen al carrer i les habitacions secundàries al pati.

Vista de la façana sud

A l'època, el Dakota tenia 65 apartaments, amb de quatre a vint cambres. Eren tots diferents. Els pisos eren accessibles per ascensors col·locats a les quatre cantonades del pati. De les escales i dels ascensors de servei s'arribava a les cuines. Les infraestructures eren excepcionals per a l'època. L'electricitat era produïda sobre el terreny, i l'immoble tenia calefacció central.
El Dakota va conèixer un èxit immediat, els apartaments eren tots llogats abans que l'immoble fos obert. Per a l'alta societat de Nova York, estava de moda viure en aquesta mena d'immobles, i l'èxit del Dakota va engendrar la construcció de molts altres immobles de pisos de luxe a Nova York.